# استون مارتین دی‌بی‌اکس
استون مارتین دی‌بی‌اکس (به انگلیسی: Aston Martin DBX) یک کراس اوور لوکس با اندازه متوسط، موتور جلو و چهار چرخ متحرک است که توسط تولیدکننده اتومبیل لوکس بریتانیایی استون مارتین تولید شده‌است. تولید آن به‌طور رسمی در ۹ ژوئیه ۲۰۲۰ آغاز شد. این خودرو، ماشین پزشکی فرمول یک ۲۰۲۱ خواهد بود.